# تيموثي ميرفي
تيموثي ميرفي (بالإنجليزية: Timothy Patrick Murphy)‏ (و. 1959 – 1988 م) هو ممثل، وممثل تلفزيوني، من الولايات المتحدة الأمريكية، ولد في هارتفورد، كونيتيكت، توفي في شيرمان أوكس (كاليفورنيا)، عن عمر يناهز 29 عاماً.

## وصلات خارجية
- تيموثي ميرفي على موقع IMDb (الإنجليزية)
- تيموثي ميرفي على موقع روتن توميتوز (الإنجليزية)
- تيموثي ميرفي على موقع أول موفي (الإنجليزية)
- تيموثي ميرفي على موقع إن إن دي بي (الإنجليزية)
- تيموثي ميرفي على موقع قاعدة بيانات الفيلم (الإنجليزية)